# Forcis

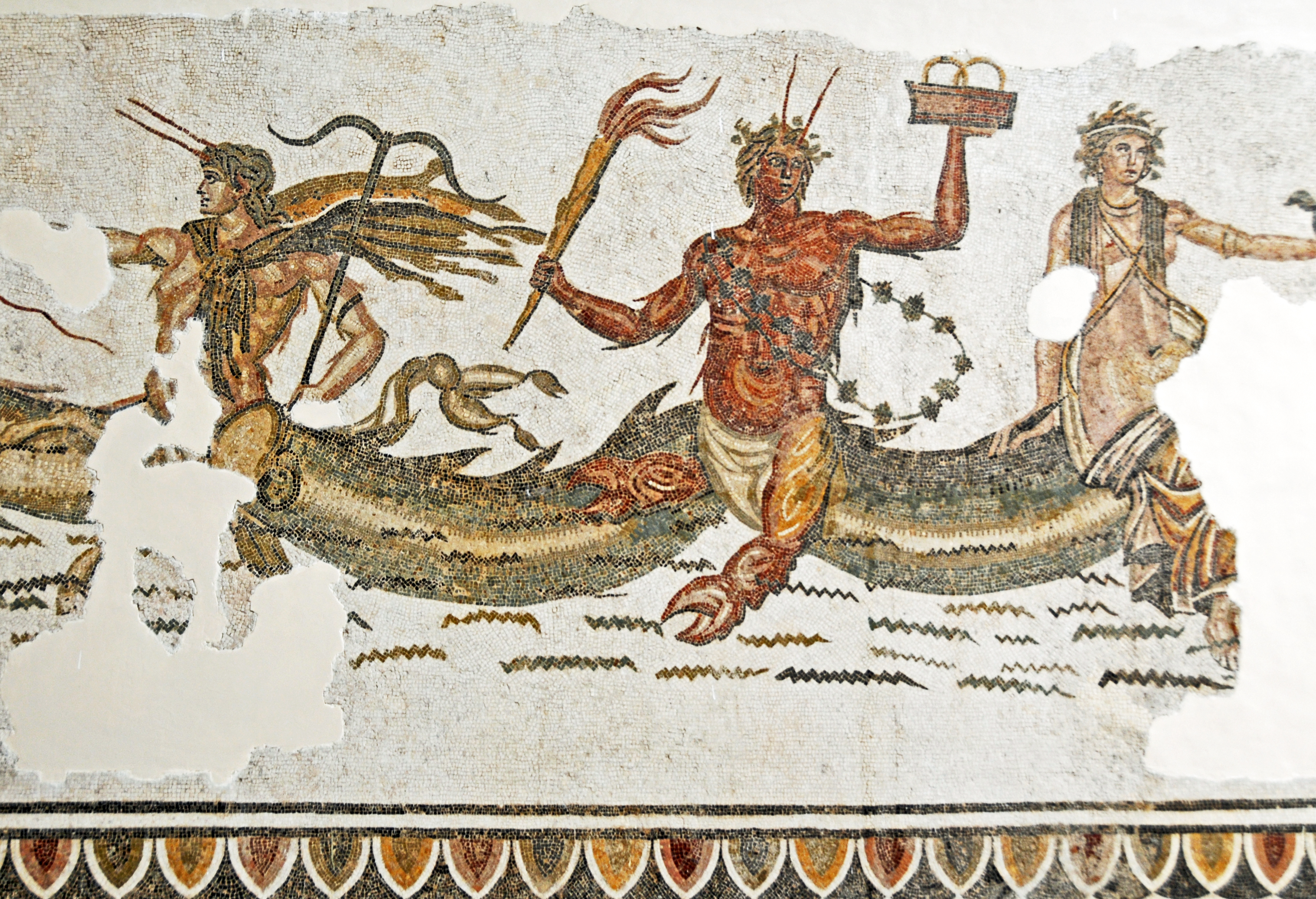
Mosaico romano tardío ubicado en los baños de Trajano, expuesto en el Bardo National Museum, Túnez. Aquí aparece Forcis (en el medio), rodeado de Ceto (derecha) y otra deidad marina, identificada con Tritón o con Taumante.

En la mitología griega, Forcis (en griego: Φόρκυς Phórkys) es un dios marino primordial, generalmente citado como uno de los cinco hijos de Ponto y Gea. En los poemas homéricos es denominado como «el anciano del mar», y así se le dedicó un puerto en Ítaca, como un dios que posee dominio sobre los mares. Platón, heciendo eco de una versión órfica, dice que Forcis, Crono y Rea fueron los descendientes más antiguos de Océano y Tetis, y estos a su vez habían nacido de Urano y Gea. O bien dicen que Forcis era uno de los titanes, nacidos de Urano y Gea.
El erudito clásico Károly Kerényi combinó a Forcis con los dioses marinos similares Nereo y Proteo (el primero, hesiódico; y el segundo, homérico). En los mosaicos romanos helenísticos existentes, Forcis fue representado como un tritón de cola de pez con patas delanteras en forma de pinza de cangrejo y piel roja y puntiaguda (como en la imagen). Forcis, como padre de monstruos marinos informes, es similar en este papel a Tifón, padre de monstruos también serpentinos. 
Pausanias da una versión racionalizante y dice que no lejos del edificio que está en el ágora de los argivos hay un túmulo de tierra; dicen que en él está la cabeza de la Gorgona Medusa. Aparte del mito, se dice con respecto a ella esto otro: que era hija de Forco, que después de morir su padre reinó sobre los que viven en los alrededores de la laguna Tritónide, que salía a cazar y que conducía a los libios en las batallas. En una versión latina Forcis es mencionado como Forco (cf.), personaje similar. Según Varrón, Forco (Phorcus)  o Forcis  era un hijo de Neptuno (Poseidón) y la ninfa Toosa, y ejercía de rey de las islas de Cerdeña y Córcega. Habiendo sido vencido por Atlante, fue destronado y oprimido por este. Al ser transformado en dios marino, se le honró como jefe de los tritones y de las restantes divinidades subalternas.

## Descendencia
El nombre de la consorte de Forcis varía según cada autor, pudiendo llamarse Ceto, Lamia, Cratéis  Crétide y dudosamente, también Hécate; pero de todos esos personajes se considera que, en última instancia, Lamia y Crateide son advocaciones de Ceto. La Teogonía de Hesíodo enumera la descendencia de Forcis y Ceto  — Grayas, Gorgonas, la serpiente de las Hespérides y dudosamente Equidna— y sus hijas son llamadas conjuntamente con el patronímico de Fórcides.
| Fórcide(s) | Filiación |
| ---------- | --- |
| Ceto       | Un monstruo marino femenino enviado por Poseidón para devastar las costas troyanas como castigo para Laomedonte, el infame rey perjuro. No se indica quién era la madre. |
| Equidna    | En la Teogonía se cita dudosamente a Equidna como hija o descendiente de Forcis y Ceto; Hesíodo se refiere a la madre de Equidna solamente como «ella». |
| Escila     | Según la Biblioteca mitológica, Escila es hija de Cratéis («poderosa») y Trieno («triple») o Forco (Forcis); «Trieno» que algunos corrigen por «Tritón». Apolonio de Rodas identifica a Crateide directamente con Hécate.Otra versión nos habla de una Lamia, esposa de Forcis y madre de Escila, que hay que entender como relacionada con el tiburón (una advocación de Ceto), y no como el personaje homónimo, que es una hija de Poseidón. En las Grandes Eeas se dice que Escila es hija de Hécate y de un desconocido Forbante o Forbas;«Forbas» que algunos corrigen como «Forcis». |
| Gorgonas   | Las tres Gorgonas, en la Teogonía llamadas «Esteno, Euríale y la desventurada Medusa; ésta era mortal». Higino es el único autor que cita a Gorgón o Gorgo como padre de las Gorgonas, lo que da a entender que en esa obra el nombre de las Gorgonas es un patronímico. |
| Grayas     | Según la Teogonía las Grayas eran «Pemfredo, de bello peplo y Enío, de peplo azafranado». En otras fuentes además había una tercera, Dino. Sólo participan en el periplo de Perseo. |
| Hespérides | En un escolio se nos dice que las ninfas del jardín de las Hespérides nacieron de Forcis y Ceto. |
| Ladón      | Se describe a la hija más joven de Ceto como «la horrible serpiente que guarda las manzanas de oro en los lugares secretos de la tierra oscura en sus grandes límites». Esta serpiente, conocida como el dragón o serpiente de las Hespérides (drakon hesperios), más adelante fue llamada Ladón, aunque en general no se suele citar el nombre de la serpiente; otras fuentes imaginan a Ladón como hijo de Tifón y Equidna, y por tanto nieto de Forcis y Ceto. |
| Sirenas    | También se dice que las sirenas nacieron de Forco, habidas sin consorte. |
| Toosa      | En la Odisea, en cambio, se nombra a Forcis como padre de Toosa, la madre de Polifemo, cuyo padre es Poseidón; pero Homero no especifica el nombre de la madre de Toosa. |

## Genealogía
|         |         |         |         |         |         |  |  |          |          |          |          |          |          | Gea     | Gea     | Gea    | Gea    | Gea    | Gea    |          |          |          |          |          |          |       |       |       |       |      |      |            |            |            |            |            |            |         |         |           |           |           |           |            |            |            |            |            |            |           |           |           |           |        |        |            |            |            |            |            |            |          |          |          |          |  |  |  |  |  |  |  |  |  |  | Urano    | Urano    | Urano    | Urano    | Urano    | Urano    |  |  |  |  |  |  |  |  |  |  |
|         |         |         |         |         |         |  |  |          |          |          |          |          |          | Gea     | Gea     | Gea    | Gea    | Gea    | Gea    |          |          |          |          |          |          |       |       |       |       |      |      |            |            |            |            |            |            |         |         |           |           |           |           |            |            |            |            |            |            |           |           |           |           |        |        |            |            |            |            |            |            |          |          |          |          |  |  |  |  |  |  |  |  |  |  | Urano    | Urano    | Urano    | Urano    | Urano    | Urano    |  |  |  |  |  |  |  |  |  |  |
|         |         |         |         |         |         |  |  |          |          |          |          |          |          |         |         |        |        |        |        |          |          |          |          |          |          |       |       |       |       |      |      |            |            |            |            |            |            |         |         | Océano    | Océano    | Océano    | Océano    | Océano     | Océano     |            |            | Tetis      | Tetis      | Tetis     | Tetis     | Tetis     | Tetis     |        |        |            |            |            |            |            |            |          |          |          |          |  |  |  |  |  |  |  |  |  |  |          |          |          |          |          |          |  |  |  |  |  |  |  |  |  |  |
|         |         |         |         |         |         |  |  |          |          |          |          |          |          |         |         |        |        |        |        |          |          |          |          |          |          |       |       |       |       |      |      |            |            |            |            |            |            |         |         | Océano    | Océano    | Océano    | Océano    | Océano     | Océano     |            |            | Tetis      | Tetis      | Tetis     | Tetis     | Tetis     | Tetis     |        |        |            |            |            |            |            |            |          |          |          |          |  |  |  |  |  |  |  |  |  |  |          |          |          |          |          |          |  |  |  |  |  |  |  |  |  |  |
|         |         |         |         |         |         |  |  |          |          |          |          |          |          |         |         |        |        |        |        |          |          |          |          |          |          |       |       |       |       |      |      |            |            |            |            |            |            |         |         |           |           |           |           |            |            |            |            |            |            |           |           |           |           |        |        |            |            |            |            |            |            |          |          |          |          |  |  |  |  |  |  |  |  |  |  |          |          |          |          |          |          |  |  |  |  |  |  |  |  |  |  |
|         |         |         |         |         |         |  |  |          |          |          |          |          |          |         |         |        |        |        |        |          |          |          |          |          |          |       |       |       |       |      |      |            |            |            |            |            |            |         |         |           |           |           |           |            |            |            |            |            |            |           |           |           |           |        |        |            |            |            |            |            |            |          |          |          |          |  |  |  |  |  |  |  |  |  |  |          |          |          |          |          |          |  |  |  |  |  |  |  |  |  |  |
|         |         |         |         |         |         |  |  |          |          |          |          |          |          |         |         |        |        |        |        |          |          |          |          |          |          |       |       |       |       |      |      |            |            |            |            |            |            |         |         | Potámides | Potámides | Potámides | Potámides | Potámides  | Potámides  |            |            | Oceánides  | Oceánides  | Oceánides | Oceánides | Oceánides | Oceánides |        |        |            |            |            |            |            |            |          |          |          |          |  |  |  |  |  |  |  |  |  |  |          |          |          |          |          |          |  |  |  |  |  |  |  |  |  |  |
|         |         |         |         |         |         |  |  |          |          |          |          |          |          |         |         |        |        |        |        |          |          |          |          |          |          |       |       |       |       |      |      |            |            |            |            |            |            |         |         | Potámides | Potámides | Potámides | Potámides | Potámides  | Potámides  |            |            | Oceánides  | Oceánides  | Oceánides | Oceánides | Oceánides | Oceánides |        |        |            |            |            |            |            |            |          |          |          |          |  |  |  |  |  |  |  |  |  |  |          |          |          |          |          |          |  |  |  |  |  |  |  |  |  |  |
|         |         |         |         |         |         |  |  |          |          |          |          |          |          |         |         |        |        | Ponto  | Ponto  | Ponto    | Ponto    | Ponto    | Ponto    |          |          |       |       |       |       |      |      |            |            |            |            |            |            |         |         |           |           |           |           |            |            |            |            |            |            |           |           |           |           | Talasa | Talasa | Talasa     | Talasa     | Talasa     | Talasa     |            |            |          |          |          |          |  |  |  |  |  |  |  |  |  |  |          |          |          |          |          |          |  |  |  |  |  |  |  |  |  |  |
|         |         |         |         |         |         |  |  |          |          |          |          |          |          |         |         |        |        | Ponto  | Ponto  | Ponto    | Ponto    | Ponto    | Ponto    |          |          |       |       |       |       |      |      |            |            |            |            |            |            |         |         |           |           |           |           |            |            |            |            |            |            |           |           |           |           | Talasa | Talasa | Talasa     | Talasa     | Talasa     | Talasa     |            |            |          |          |          |          |  |  |  |  |  |  |  |  |  |  |          |          |          |          |          |          |  |  |  |  |  |  |  |  |  |  |
|         |         |         |         |         |         |  |  |          |          |          |          |          |          |         |         |        |        |        |        |          |          |          |          |          |          |       |       |       |       |      |      |            |            |            |            |            |            |         |         |           |           |           |           |            |            |            |            |            |            |           |           |           |           |        |        |            |            |            |            |            |            |          |          |          |          |  |  |  |  |  |  |  |  |  |  |          |          |          |          |          |          |  |  |  |  |  |  |  |  |  |  |
|         |         |         |         |         |         |  |  |          |          |          |          |          |          |         |         |        |        |        |        |          |          |          |          |          |          |       |       |       |       |      |      |            |            |            |            |            |            |         |         |           |           |           |           |            |            |            |            |            |            |           |           |           |           |        |        |            |            |            |            |            |            |          |          |          |          |  |  |  |  |  |  |  |  |  |  |          |          |          |          |          |          |  |  |  |  |  |  |  |  |  |  |
| Nereo   | Nereo   | Nereo   | Nereo   | Nereo   | Nereo   |  |  | Taumante | Taumante | Taumante | Taumante | Taumante | Taumante |         |         | Forcis | Forcis | Forcis | Forcis | Forcis   | Forcis   |          |          |          |          |       |       | Ceto  | Ceto  | Ceto | Ceto | Ceto       | Ceto       |            |            | Euribia    | Euribia    | Euribia | Euribia | Euribia   | Euribia   |           |           | Telequines | Telequines | Telequines | Telequines | Telequines | Telequines |           |           | Halia     | Halia     | Halia  | Halia  | Halia      | Halia      |            |            | Poseidón   | Poseidón   | Poseidón | Poseidón | Poseidón | Poseidón |  |  |  |  |  |  |  |  |  |  | Afrodita | Afrodita | Afrodita | Afrodita | Afrodita | Afrodita |  |  |  |  |  |  |  |  |  |  |
| Nereo   | Nereo   | Nereo   | Nereo   | Nereo   | Nereo   |  |  | Taumante | Taumante | Taumante | Taumante | Taumante | Taumante |         |         | Forcis | Forcis | Forcis | Forcis | Forcis   | Forcis   |          |          |          |          |       |       | Ceto  | Ceto  | Ceto | Ceto | Ceto       | Ceto       |            |            | Euribia    | Euribia    | Euribia | Euribia | Euribia   | Euribia   |           |           | Telequines | Telequines | Telequines | Telequines | Telequines | Telequines |           |           | Halia     | Halia     | Halia  | Halia  | Halia      | Halia      |            |            | Poseidón   | Poseidón   | Poseidón | Poseidón | Poseidón | Poseidón |  |  |  |  |  |  |  |  |  |  | Afrodita | Afrodita | Afrodita | Afrodita | Afrodita | Afrodita |  |  |  |  |  |  |  |  |  |  |
|         |         |         |         |         |         |  |  |          |          |          |          |          |          |         |         |        |        |        |        |          |          |          |          |          |          |       |       |       |       |      |      |            |            |            |            |            |            |         |         |           |           |           |           |            |            |            |            |            |            |           |           |           |           |        |        |            |            |            |            |            |            |          |          |          |          |  |  |  |  |  |  |  |  |  |  |          |          |          |          |          |          |  |  |  |  |  |  |  |  |  |  |
|         |         |         |         |         |         |  |  |          |          |          |          |          |          |         |         |        |        |        |        |          |          |          |          |          |          |       |       |       |       |      |      |            |            |            |            |            |            |         |         |           |           |           |           |            |            |            |            |            |            |           |           |           |           |        |        |            |            |            |            |            |            |          |          |          |          |  |  |  |  |  |  |  |  |  |  |          |          |          |          |          |          |  |  |  |  |  |  |  |  |  |  |
|         |         |         |         |         |         |  |  |          |          |          |          |          |          |         |         |        |        |        |        |          |          |          |          |          |          |       |       |       |       |      |      |            |            |            |            |            |            |         |         |           |           |           |           |            |            |            |            |            |            |           |           |           |           |        |        |            |            |            |            |            |            |          |          |          |          |  |  |  |  |  |  |  |  |  |  |          |          |          |          |          |          |  |  |  |  |  |  |  |  |  |  |
| Equidna | Equidna | Equidna | Equidna | Equidna | Equidna |  |  | Gorgonas | Gorgonas | Gorgonas | Gorgonas | Gorgonas | Gorgonas |         |         | Grayas | Grayas | Grayas | Grayas | Grayas   | Grayas   |          |          | Ladón    | Ladón    | Ladón | Ladón | Ladón | Ladón |      |      | Hespérides | Hespérides | Hespérides | Hespérides | Hespérides | Hespérides |         |         | Toosa     | Toosa     | Toosa     | Toosa     | Toosa      | Toosa      |            |            | Helios     | Helios     | Helios    | Helios    | Helios    | Helios    |        |        | Rodo       | Rodo       | Rodo       | Rodo       | Rodo       | Rodo       |          |          |          |          |  |  |  |  |  |  |  |  |  |  |          |          |          |          |          |          |  |  |  |  |  |  |  |  |  |  |
| Equidna | Equidna | Equidna | Equidna | Equidna | Equidna |  |  | Gorgonas | Gorgonas | Gorgonas | Gorgonas | Gorgonas | Gorgonas |         |         | Grayas | Grayas | Grayas | Grayas | Grayas   | Grayas   |          |          | Ladón    | Ladón    | Ladón | Ladón | Ladón | Ladón |      |      | Hespérides | Hespérides | Hespérides | Hespérides | Hespérides | Hespérides |         |         | Toosa     | Toosa     | Toosa     | Toosa     | Toosa      | Toosa      |            |            | Helios     | Helios     | Helios    | Helios    | Helios    | Helios    |        |        | Rodo       | Rodo       | Rodo       | Rodo       | Rodo       | Rodo       |          |          |          |          |  |  |  |  |  |  |  |  |  |  |          |          |          |          |          |          |  |  |  |  |  |  |  |  |  |  |
|         |         |         |         |         |         |  |  |          |          |          |          |          |          |         |         |        |        |        |        |          |          |          |          |          |          |       |       |       |       |      |      |            |            |            |            |            |            |         |         |           |           |           |           |            |            |            |            |            |            |           |           |           |           |        |        |            |            |            |            |            |            |          |          |          |          |  |  |  |  |  |  |  |  |  |  |          |          |          |          |          |          |  |  |  |  |  |  |  |  |  |  |
|         |         |         |         |         |         |  |  |          |          |          |          |          |          |         |         |        |        |        |        |          |          |          |          |          |          |       |       |       |       |      |      |            |            |            |            |            |            |         |         |           |           |           |           |            |            |            |            |            |            |           |           |           |           |        |        |            |            |            |            |            |            |          |          |          |          |  |  |  |  |  |  |  |  |  |  |          |          |          |          |          |          |  |  |  |  |  |  |  |  |  |  |
|         |         |         |         |         |         |  |  |          |          | Esteno   | Esteno   | Esteno   | Esteno   | Esteno  | Esteno  |        |        |        |        | Deino    | Deino    | Deino    | Deino    | Deino    | Deino    |       |       |       |       |      |      |            |            |            |            |            |            |         |         |           |           |           |           |            |            |            |            | Helíades   | Helíades   | Helíades  | Helíades  | Helíades  | Helíades  |        |        | Electriona | Electriona | Electriona | Electriona | Electriona | Electriona |          |          |          |          |  |  |  |  |  |  |  |  |  |  |          |          |          |          |          |          |  |  |  |  |  |  |  |  |  |  |
|         |         |         |         |         |         |  |  |          |          | Esteno   | Esteno   | Esteno   | Esteno   | Esteno  | Esteno  |        |        |        |        | Deino    | Deino    | Deino    | Deino    | Deino    | Deino    |       |       |       |       |      |      |            |            |            |            |            |            |         |         |           |           |           |           |            |            |            |            | Helíades   | Helíades   | Helíades  | Helíades  | Helíades  | Helíades  |        |        | Electriona | Electriona | Electriona | Electriona | Electriona | Electriona |          |          |          |          |  |  |  |  |  |  |  |  |  |  |          |          |          |          |          |          |  |  |  |  |  |  |  |  |  |  |
|         |         |         |         |         |         |  |  |          |          |          |          |          |          |         |         |        |        |        |        |          |          |          |          |          |          |       |       |       |       |      |      |            |            |            |            |            |            |         |         |           |           |           |           |            |            |            |            |            |            |           |           |           |           |        |        |            |            |            |            |            |            |          |          |          |          |  |  |  |  |  |  |  |  |  |  |          |          |          |          |          |          |  |  |  |  |  |  |  |  |  |  |
|         |         |         |         |         |         |  |  |          |          | Euríale  | Euríale  | Euríale  | Euríale  | Euríale | Euríale |        |        |        |        | Enio     | Enio     | Enio     | Enio     | Enio     | Enio     |       |       |       |       |      |      |            |            |            |            |            |            |         |         |           |           |           |           |            |            |            |            |            |            |           |           |           |           |        |        |            |            |            |            |            |            |          |          |          |          |  |  |  |  |  |  |  |  |  |  |          |          |          |          |          |          |  |  |  |  |  |  |  |  |  |  |
|         |         |         |         |         |         |  |  |          |          | Euríale  | Euríale  | Euríale  | Euríale  | Euríale | Euríale |        |        |        |        | Enio     | Enio     | Enio     | Enio     | Enio     | Enio     |       |       |       |       |      |      |            |            |            |            |            |            |         |         |           |           |           |           |            |            |            |            |            |            |           |           |           |           |        |        |            |            |            |            |            |            |          |          |          |          |  |  |  |  |  |  |  |  |  |  |          |          |          |          |          |          |  |  |  |  |  |  |  |  |  |  |
|         |         |         |         |         |         |  |  |          |          |          |          |          |          |         |         |        |        |        |        |          |          |          |          |          |          |       |       |       |       |      |      |            |            |            |            |            |            |         |         |           |           |           |           |            |            |            |            |            |            |           |           |           |           |        |        |            |            |            |            |            |            |          |          |          |          |  |  |  |  |  |  |  |  |  |  |          |          |          |          |          |          |  |  |  |  |  |  |  |  |  |  |
|         |         |         |         |         |         |  |  |          |          | Medusa   | Medusa   | Medusa   | Medusa   | Medusa  | Medusa  |        |        |        |        | Pemfredo | Pemfredo | Pemfredo | Pemfredo | Pemfredo | Pemfredo |       |       |       |       |      |      |            |            |            |            |            |            |         |         |           |           |           |           |            |            |            |            |            |            |           |           |           |           |        |        |            |            |            |            |            |            |          |          |          |          |  |  |  |  |  |  |  |  |  |  |          |          |          |          |          |          |  |  |  |  |  |  |  |  |  |  |
|         |         |         |         |         |         |  |  |          |          | Medusa   | Medusa   | Medusa   | Medusa   | Medusa  | Medusa  |        |        |        |        | Pemfredo | Pemfredo | Pemfredo | Pemfredo | Pemfredo | Pemfredo |       |       |       |       |      |      |            |            |            |            |            |            |         |         |           |           |           |           |            |            |            |            |            |            |           |           |           |           |        |        |            |            |            |            |            |            |          |          |          |          |  |  |  |  |  |  |  |  |  |  |          |          |          |          |          |          |  |  |  |  |  |  |  |  |  |  |